# ديب ريسيرش
تستخدم العديد من شركات الذكاء الاصطناعي اسم ديب ريسيرش لوصف المنتجات التي تجمع بين نماذج اللغة الكبيرة (LLMs) وقدرات البحث على الإنترنت، حيث تقوم هذه المنتجات بإنشاء تقارير مقتبسة من مصادر حول موضوع محدد من قبل المستخدم من خلال السماح لنموذج اللغة LLM باستكشاف الويب تلقائياً وذلك للعثور على المعلومات.
نظراً لبروزها في هذا المجال، فقد ارتبط الاسم بشكل أساسي بـشركة أوبن AI التي يستخدم منتجها حاليا نموذج اللغة o3 LLM، ومع ذلك، كانت شركة جوجل هي أول من استخدم هذا الاسم بالتزامن مع نموذج جيميناي الخاص بهم.
وفقًا لشركة أوبن (AI)، فإنه يمكن لإصدارها تفسير وتحليل النصوص والصور وملفات بصيغة المستندات المنقولة (PDF)، كما سيكون قادر قريباً على إنتاج تصورات وتضمين الصور في تقاريره. ومع ذلك، فهم يلاحظون أحياناً بأنه يولد معلومات غير دقيقة أو استنتاجات خاطئة، وقد يواجه صعوبة في التمييز بين المصادر الموثوقة والشائعات، وقد ينقل اجابات رغم وجود درجة من عدم اليقين من دقتها.
حصلت أوبن إيه آي ديب ريسيرش على مقياس الأداء 26.6% في "اختبار الإنسانية الأخير"، متفوقة على منافسين لها مثل نموذج R1 الخاص بـشركة ديب سيك بمقياس (9.4%) و نموذج GPT-4o بمقياس (3.3%).
منذ يناير 2025، يمكن لمشتركي شات جي بي تي برو اجراء ما يصل إلى 100 استعلام ديب ريسيرش مقابل 200 دولار أمريكي/شهرياً. كما تخطط أوبن AI لتوسيع هذه الميزة لتشمل مستخدمي بلس وتيم وانتربرايز. وفي فبراير 2025، أعلنت شركة بربليكستي للذكاء الاصطناعي عن منتج يحمل نفس الاسم (مقابل 20 دولاراً شهرياً).